# Joe Alwyn
Joseph Matthew Alwyn (Royal Tunbridge Wells, Kent, 21 de febrero de 1991) es un actor británico. 

## Biografía

### Primeros años
Alwyn, nació en el distrito de Royal Tunbridge Wells, condado de Kent. Su padre es un director de documentales y su madre una psicoterapeuta. A pesar de haber sido introvertido en su infancia, él siempre quiso ser actor. Ha estudiado en la Escuela de Teatro "Royal Central School of Speech and Drama" en su ciudad natal. Se convirtió en miembro del National Youth Theatre al final de su adolescencia.  Mientras estudiaba literatura inglesa y teatro en la Universidad de Bristol,  actuó en dos producciones estudiantiles en el Festival Fringe de Edimburgo. Después de graduarse en 2012, completó una licenciatura en actuación en la Royal Central School of Speech & Drama.

### Vida privada
Entre septiembre de 2016 hasta abril de 2023 mantuvo una relación amorosa con Taylor Swift . Se le ha mencionado en gran parte de la música de Swift desde 2016, incluidos sus álbumes Reputation (2017), Lover (2019), Folklore, Evermore (ambos de 2020) y Midnights (2022).Alwyn declaró que le resulta "halagador" que Swift escriba canciones sobre él.Incluso le ayudo en componer varias canciones para los álbumes Folklore, Evermore y Midnights bajo el nombre de "William Bowery".

## Trayectoria

### Actor
En 2011, Alwyn fue parte del documental A Higher Education, en el cual él y cuatro amigos hablan de sus experiencias, problemas, temores e intereses. [cita requerida]
En 2015, fue elegido para ser el protagonista de la película de Billy Lynn's Long Halftime Walk, adaptación de la novela homónima del escritor Ben Fountain, dirigida por el director Ang Lee. La película también contó con los actores Garrett Hedlund, Kristen Stewart, Vin Diesel, Chris Tucker y Steve Martin; la cual tuvo su estreno mundial en la 54 edición del Festival de Cine de Nueva York el 14 de octubre el año 2016.
En 2017, estuvo en la película The Sense of an Ending, protagonizada por Charlotte Rampling. También fue el protagonista de Keepers junto a Gerard Butler y Peter Mullan.
En 2018, participó en las película La favorita,en Mary Queen of Scots, Operation Finale y Boy Erased.
En 2019 formó parte de la película Harriet, basada en la vida de la abolicionista Harriet Tubman, quien tras escapar ella misma de su esclavitud, se encargó de liberar a numerosos esclavos en 1849.
En 2020 hizo un cameo en la película documental Miss Americana, de Taylor Swift, en la que se habla de su relación. Además formó parte del jurado de la Sección Oficial en el Festival de San Sebastián 2020, junto a los directores Luca Guadagnino y Michel Franco, la productora Marisa Fernández Armenteros y la directora de vestuario Lena Mossum.
Alwyn aparecerá en The Souvenir Part II; la adaptación de Jojo Moyes "La última carta de su amante", que está prevista para el lanzamiento en julio de 2021y la adaptación de Hulu/BBC Three de la novela Conversations with Friends de Sally Rooney junto a Jemima Kirke y Sasha Lane, cuyo estreno está previsto para 2022.Inicialmente estaba destinado a protagonizar la película biográfica de Emily Brontë, Emily.

### Compositor
En 2020, dos canciones del álbum Folklore (álbum de Taylor Swift) se atribuyeron a un coescritor llamado William Bowery, y se llegó a la especulación de que podría ser un seudónimo de Alwyn, en honor a su abuelo, el compositor William Alwyn. En la película documental de Folklore: the long pond studio sessions, Swift confirmó que Bowery era el alias de Alwyn.
Este coescribió las pistas Exile y Betty. Joe ha recibido una nominación en los 63º Premios Grammy en la categoría Álbum del año, por estar involucrado en la composición de Folklore el cual resultó ganador. Además, Alwyn coprodujo las canciones Exile, Betty, My Tears Ricochet, August, This Is Me Trying y Illicit Affairs en el álbum. Los artistas con los que ha trabajado afirman que toca muy bien el piano y que escribe letras ingeniosas. Debutó en su primera semana bajo su pseudónimo en el top #9 de compositores en las listas de Billboard.
Este mismo año, otras tres canciones del noveno álbum de estudio de Taylor Swift, Evermore han sido coescritas por Alwyn: Champagne Problems, Coney Island (con The National) y Evermore (con Bon Iver).
En 2022 participó en el décimo álbum de la cantante, Midnights, coescribiendo Sweet Nothing.

## Filmografía

### Películas
| Año  | Título original                 | Personaje           | Ref. |
| ---- | ------------------------------- | ------------------- | ---- |
| 2016 | Billy Lynn's Long Halftime Walk | Billy Lynn          |      |
| 2017 | The Sense of an Ending          | Adrian Finn         |      |
| 2018 | Operation Finale                | Klaus Eichmann      |      |
| 2018 | The Favorite                    | Samuel Masham       |      |
| 2018 | Boy Erased                      | Henry Wallace       |      |
| 2018 | Mary Queen of Scots             | Robert Dudley       |      |
| 2019 | Harriet                         | Gideon Brodess      | Ref. |
| 2020 | Miss Americana (Documental)     | Él mismo            | Ref. |
| 2021 | The Souvenir Part II            | Max                 |      |
| 2021 | The Last Letter from Your Lover | Laurence Stirling   |      |
| 2022 | Stars at Noon                   | Daniel DeHaven      |      |
| 2022 | Catherine Called Birdy          | George              |      |
| 2024 | Kinds of Kindness               | —                   |      |
| 2024 | The Brutalist                   | Harry Lee Van Buren | Ref. |
| —    | Hamlet                          | Laertes             | Ref. |

### Series
| Año  | Título                     | Rol          | Notas                       | Ref. |
| ---- | -------------------------- | ------------ | --------------------------- | ---- |
| 2019 | A Christmas Carol          | Bob Cratchit | Miniseries; tres episodios  | Ref. |
| 2022 | Conversations with Friends | Nick Conway  | Rol principal; 12 episodios | Ref. |